# Scytodes subthoracica
Scytodes subthoracica là một loài nhện trong họ Scytodidae.
Loài này thuộc chi Scytodes. Scytodes subthoracica được Embrik Strand miêu tả năm 1906.